# Common rail
Direktno ubrizgavanje - revolucionarni dizelski noviteti: direktno ubrizgavanje i common-rail - po prvi put su ugrađeni u modele Fiat automobila. Uveden je krajem 1997. u Alfa Romeu 156 JTD, prvom serijskom dizelašu s direktnim ubrizgavanjem goriva u motor po sustavu common rail. Bio je to šok za mnoge, jer su se u najavama Common-raila godinama razmetali Daimler-Benz i BMW. Slično se dogodilo krajem osamdesetih, kad je na autosalonu u Torinu 1988. Fiat predstavio prvog direktno ubrizgavajućeg dizelaša, u Cromi 1.9 Turbo D i.d. Preciznom regulacijom početka i kraja ubrizgavanja, odnosno trajanja ubrizgavanja i količine ubrizganog goriva. Tlakovi ubrizgavanja povišeni su na 1350 do 1400 bara, a olakšana je izvedba tzv. 'pilot-ubrizgavanja'. U prvoj se fazi, pod visokim tlakom, dozirano ubrizgava mala količina fino raspršenog goriva.
Ono se brzo i lako pali te se u nastali požar (u drugoj fazi) ubrizgava glavna količina goriva. Izgaranje je brzo i temeljito te se poboljšavaju performanse, a smanjuju potrošnja goriva i emisija štetnih plinova. Kod novih izvedbi tlakovi ubrizgavanja povišeni su na 1550 bara.